# 臺北市立華江高級中學
臺北市立華江高級中學，簡稱華江高中、華江，是一間位於萬華區的市立普通型高級中等學校。

## 校史
- 1945年4月20日，創立台北市立萬華初級中學[註 1]，假台北市龍山區老松國民學校校舍上課，僅有夜間部之成立。
- 1947年8月1日，奉教育廳令准改設試辦台北市立老松初級商業職業學校。
- 1948年8月，奉准增設日間部，招考新生。添一、二年級兩班。至12月1日和老松國校合併。
- 1949年2月，故脫離老松國校，自行獨立招生。
- 1951年5月，改稱「台北市立初級商業職業學校」並將夜間部三年課程改為四年授畢。
- 1952年8月，新招老松分校日間部學生5班共250名於本校本部開始上課。
- 1953年9月，新建老松分校校舍，8間校舍、1間廁所完工，日間部全部遷移新校舍（華江高中現址）開始上課。
- 1954年4月，增建普通教室4間主任宿舍一間。於8月1日奉准試辦獨立招生。
- 1955年1月，派絲繼英為校長，改校名為台北市立萬華初級商業職業學校。並於8月1日正式招生。
- 1956年2月，在江子翠建築校舍兩間設立分部。
- 1958年8月，增設高職1班（男女合班），改名台北市立萬華商業職業學校。
- 1961年6月，改制為台北市立萬華女子初級中學。並招收第一屆日夜間部學生共22班。
- 1962年8月，將萬商學生撥入市商，成為一所正式女子初中。並招收第一屆日夜間部學生共22班。
- 1968年8月，改制為台北市立華江女子國民中學。第一次採用學區分發入學，共收學生22班第一屆華江女中學生。
- 1991年7月，奉教育局之規定，華江女中改制為男女合校之國民中學，校名改為「台北市立華江國民中學」。
- 1992年10月，奉令核定自1993年7月1日起，改制為「台北市立華江高級中學」。
- 1993年8月，正式成為完全中學，並為萬華區第一所完全高中。
- 1998年8月，停收國中部學生。
- 2000年6月，國中部最後一屆學生畢業，國中部正式廢止。
- 2014年9月，女性運動服從藍色改為紫色。

## 行政單位
| 任別     | 姓名   | 任職時間            | 備註               |
| -------- | ------ | ------------------- | ------------------ |
| 第一任   |        |                     |                    |
| 第二任   |        |                     |                    |
| 第三任   | 陳光熙 | 1951年5月—1955年1月 |                    |
| 第四任   | 絲繼英 | 1955年1月—1961年6月 |                    |
| 第五任   | 劉山溪 | 1961年6月—1975年3月 |                    |
| 第六任   | 葉文堂 | 1975年3月—1978年7月 |                    |
| 第七任   | 林慶龍 | 1978年8月—1988年7月 |                    |
| 第八任   | 劉圳生 | 1988年8月—1997年7月 |                    |
| 第九任   | 高炳南 | 1997年8月—2001年7月 |                    |
| 第十任   | 吳和惠 | 2001年8月—2007年7月 |                    |
| 第十一任 | 徐善德 | 2007年8月—2011年7月 | 由士林高商校長調任 |
| 第十二任 | 陳今珍 | 2011年8月—2015年7月 | 由弘道國中校長調任 |
| 第十三任 | 陳春梅 | 2015年8月—2023年7月 | 由民權國中校長調任 |
| 第十四任 | 張鳴鳳 | 2023年8月—          | 由教務主任調任     |